# Taraxacum staturale
Taraxacum staturale — вид квіткових рослин з родини айстрових (Asteraceae). Вид зростає в Європі: Данія, Фінляндія, Німеччина, Польща; це багаторічна рослина помірних біомів.